# Internationale Bauausstellung 2027 StadtRegion Stuttgart
Die Internationale Bauausstellung 2027 StadtRegion Stuttgart (kurz IBA’27) wird 2027 in der Stadtregion Stuttgart stattfinden. Internationale Bauausstellungen sind ein Instrument der Stadtplanung und des Städtebaus. Einhundert Jahre nach dem Aufbruch der Architekturmoderne am Stuttgarter Weißenhof sucht die IBA’27 nach der Zukunft des Bauens und Zusammenlebens in der Region Stuttgart.

## Der Weg zur IBA’27
2016 brachten sich rund fünfhundert Menschen aus Zivilgesellschaft, Politik und Verwaltung, Planung, Architektur, Kultur und Wirtschaft in den partizipativen Prozess zur Themenfindung für die IBA’27 ein. Organisiert von der Wirtschaftsförderung Region Stuttgart GmbH (WRS) im Auftrag der Regionalversammlung, entwickelten sie in Veranstaltungen und Workshops die Leitthemen der IBA’27: die Baukultur einer Neuen Moderne, Integrierte Quartiere, neue Technologien für eine lebenswerte Stadtregion sowie die Suche nach einer grenzüberschreitenden regionalen Identität.
Der Plattformprozess schuf die Grundlage für die IBA’27. Die Gremien von Stadt und Region Stuttgart gründeten gemeinsam mit der Universität Stuttgart und der Architektenkammer Baden-Württemberg die IBA 2027 StadtRegion Stuttgart GmbH und beauftragten sie mit der Organisation und Durchführung der Bauausstellung. Jedoch wird die mangelnde Unterstützung der Stadtverwaltung Stuttgart kritisiert.

## Struktur und Projekte
Für den Weg ins Ausstellungsjahr 2027 hat die IBA’27 unterschiedliche Formate entwickelt. Die Projektstruktur setzt sich aus Netz und Projekten zusammen.
Im IBA’27-Netz werden verschiedene interessante Vorhaben aus der Stadtregion Stuttgart gesammelt.

### IBA-Projekte
IBA’27-Projekte sind Bauvorhaben, denen die Projektträger ein Potenzial für eine Weiterentwicklung als Ausstellungsorte im Jahr 2027 zutrauen. Aktuell hat die IBA’27 folgende Projekte ernannt:

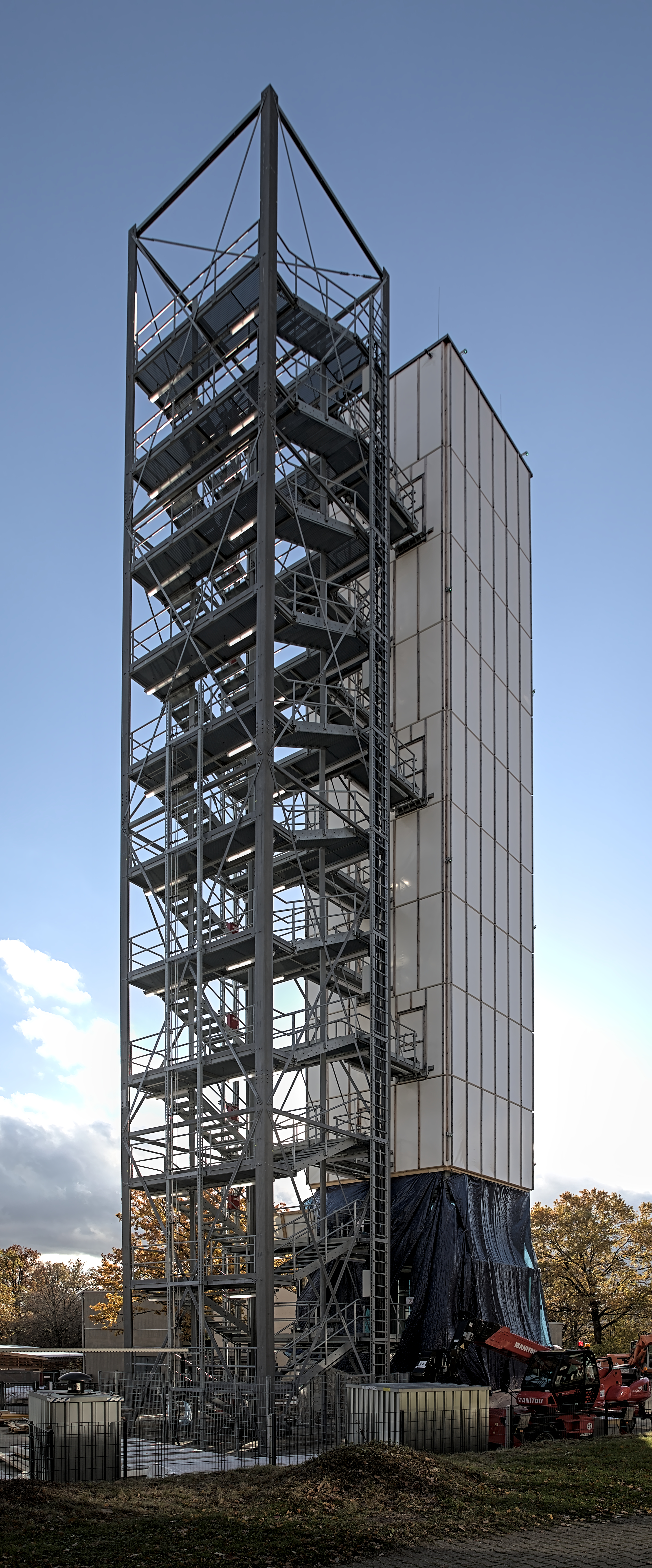
Das erste fertige IBA-Projekt: Das Adaptive Demonstrator-Hochhaus D1244

1. Quartier Hangweide in Kernen im Remstal: Das Areal Hangweide bot über viele Jahre Menschen mit Behinderung eine Heimat. Nun plant eine Projektgemeinschaft hier ein urbanes Dorf für mehr als 1.000 Menschen: Auf dem acht Hektar großen Grundstück sollen die Vorzüge von Dorf und Stadt vereint werden. Eine Dorfgenossenschaft soll die ökologische Infrastruktur, die Mobilität und die gemeinschaftlichen Räume betreiben und die verschiedenen Interessen im Quartier vertreten.[5]
2. Postareal Böblingen: Das Postareal in Böblingen liegt an einer Schlüsselstelle zwischen Bahnhof und Fußgängerzone. Derzeit wird die Fläche gewerblich genutzt. Der Siegerentwurf des offenen internationalen Wettbewerbs von 2021 sieht insgesamt drei gemischt genutzte Baukörper vor mit einem zwanziggeschossigen Hochhaus in Holzhybridbauweise als städtebaulichem Akzent.[6]
3. Bahnstadt Nürtingen: In zentraler Lage im Umfeld des Nürtinger Bahnhofs werden insgesamt acht Hektar neu entwickelt. Es entsteht ein neues Stadtviertel für Wohnen, Gewerbe und Freizeit, das durch seine Lage gleichzeitig das zukünftige Mobilitätszentrum der Stadt bilden soll – geplant als energieautarkes Quartier und Modell für Klimaschutz und Klimaanpassung. Es soll mit den umliegenden Stadtgebieten vernetzt werden und dabei helfen, die trennende Bahntrasse zu überwinden.[7]
4. Quartier Mühlkanal in Salach: Das Areal der ehemaligen Textilfabrik Schachenmayr zwischen der Bahntrasse Stuttgart-Ulm und der Fils wird neu geordnet, zusammen mit der ehemaligen Kleingartenanlage Krautländer. Auf der Industriebrache soll ein sozial durchmischtes Quartier für rund 800 Bewohnerinnen entstehen. Neben seriellen und modularen ökologischen Neubauten werden die vorhandenen denkmalgeschützten Gebäude saniert und für eine neue Nutzung vorbereitet.[8]
5. Quartier C1 Wagenhallen in Stuttgart-Nord: Nach Fertigstellung des neuen Stuttgarter Hauptbahnhofs ist auf den freiwerdenden Gleisflächen der neue Stadtteil Rosenstein geplant. Als erster Teil des neuen Quartiers ist das Areal um die Wagenhallen vorgesehen. Auf Teilen der bereits von der Bahn an die Stadt übergebenen Fläche C1 entsteht dort die sogenannte Maker-City. Aus einem Beteiligungsprozess werden Pilotprojekte zu Kulturproduktion, Wohnen und Arbeiten entwickelt.[9]
6. Neue Mitte Leonhardsvorstadt in Stuttgart-Mitte: Das Bohnenviertel und das Leonhardsviertel sind zusammen das älteste Stadterweiterungsgebiet Stuttgarts. Die nach dem Zweiten Weltkrieg getrennten Viertel sollen mit der IBA’27 wieder zur Leonhardsvorstadt zusammengeführt werden.[10] Im Mittelpunkt des IBA’27-Projekts steht das Areal des Züblin-Parkhauses: Durch eine Transformation des Parkhausareals soll hier die Verknüpfung beider Viertel stattfinden.
7. Der neue Stöckach in Stuttgart-Ost: Auf dem freiwerdenden Werksgelände der EnBW am Stöckach im Stuttgarter Osten soll ein neues Quartier entstehen. Vorgesehen ist ein Wohnquartier für alle Gesellschaftsschichten verbunden mit neuartigen Arbeitswelten. Im Fokus stehen zudem Beiträge für ressourcenschonendes Bauen und Fragen zur Energieautonomie und Digitalisierung. Rund 800 Wohnungen sind geplant, verbunden mit Angeboten für soziales Miteinander, Freizeit, Nahversorgung, Gesundheit und Mobilität.[11]
8. Quartier Böckinger Straße in Stuttgart-Rot: Auf dem Areal Böckinger Straße im Stuttgarter Norden soll ein sozial durchmischtes dichtes Stadtquartier entstehen. Die städtische Wohnbaugesellschaft SWSG will hier experimentelle Bautypen und Wohnformen realisieren und neue Erkenntnisse für den sozialen Wohnungsbau generieren. Der städtebauliche Entwurf des Büros Hild und K nimmt die Blockstruktur der Umgebung auf und schlägt eine produktive Mitte vor.[12] Ein Begegnungszentrum für Ältere Plus, eine Kita sowie ein dialogisch entwickeltes experimentelles Haus sollen Angebote und Begegnungsorte für das Quartier und Stuttgart-Rot schaffen.
9. Sindelfinger Krankenhausareal: Durch den Umzug der Sindelfinger Klinik wird ein etwa acht Hektar großes Areal mitten im Wald frei. Dabei wird untersucht, wie die bestehenden Gebäude so weit es geht erhalten bleiben. Ziel ist es, in dem abgelegenen Quartier Wohnen, Arbeiten und soziale Funktionen anzubieten.[13] Die Bebauung soll abschließend bis 2030, einzelne Bereiche für die IBA’27 schon bis 2027 realisiert werden.
10. Quartier Backnang West: Auf einem vormals industriellen knapp 17 Hektar großen Gelände westlich der Backnanger Altstadt entsteht ein neues Stadtquartier. Der Entwurf des Büros Teleinternetcafe (Berlin) zusammen mit Treibhaus Landschaftsarchitektur (Hamburg) sieht drei dicht bebaute Teilquartiere in der Nähe der Murr. Vorgesehen sind Flächen für Gewerbe und Industrie, soziale und kulturelle Nutzungen, Einzelhandel sowie Wohnungen für alle Gesellschaftsschichten.[14]
11. Produktives Stadtquartier Winnenden: Winnenden plant auf einer Fläche von 5,5 Hektar ein dichtes, gemischt genutztes Quartier. Im Nordwesten der Stadt soll ein neues Viertel entstehen, das wenig Fläche verbraucht und gleichzeitig mehr Wohnraum und Gewerbeflächen erschließt. 2021 hat das Büro JOTT architecture and urbanism aus Frankfurt am Main den Städtebauwettbewerb gewonnen.[15] Der Entwurf sieht Höfe aus eng gesetzten Gebäuden vor, die in einen Grünraum eingebettet sind. Neue Gewerbe-, Arbeits- und Wohnformen sollen dort ihren Platz finden.
12. KaepseLE Goldäcker in Leinfelden-Echterdingen: Am westlichen Rand von Echterdingen entwickeln Investoren, Verwaltung und Planungsteams ein Wohngebiet, das ressourcensparend und CO2 einsparend gebaut wird. Zudem soll der Wohnraum bezahlbar sein.[16]
13. Agriculture meets Manufacturing in Fellbach: Landwirtschaft trifft Industrie. Im Westen von Fellbach liegen zwei Produktions-Standorte in direkter Nachbarschaft. Auf der einen Seite einer Hauptverkehrsachse befinden sich intensiv genutzte Landwirtschaftsflächen, auf der anderen das größte Gewerbegebiet der Stadt. Nun möchte die Stadt Fellbach dieses 110 Hektar große Gebiet mit Unterstützung der IBA’27 neu ordnen. Dabei geht es unter anderem um Möglichkeiten einer Durchmischung und Nachverdichtung des Gewerbegebiets, um die Qualität der öffentlichen Räume und Optionen zur Stärkung der urbanen Landwirtschaft.[17]
14. Quartier Am Rotweg in Stuttgart-Rot: Rot war die erste Nachkriegssiedlung Stuttgarts. Zwei Stuttgarter Baugenossenschaften möchten das Viertel nun weiterentwickeln. Dabei sollen baukulturelle Qualitäten, experimentelle Bauweisen, soziale und ökologische Aspekte zusammengebracht werden. Herzstück ist der Neubau des Quartiers Am Rotweg: Auf Grundlage des städtebaulichen Entwurfs von ISSS research and urbanism (Berlin) entsteht im Dialog mit zwei weiteren Büros (Studio VlayStreeruwitz, Wien und emt, Stuttgart) ein Quartier mit 250 bis 280 Wohnungen. Hinzu kommen Flächen für verschiedene gemeinschaftliche und gewerbliche Nutzungen.[18]
15. Quartier der Generationen in Schorndorf: In einem gewerblich genutzten Gebiet nördlich des Bahnhofs an der Rems planen Stadtverwaltung, Bürgerschaft und Expertinnen unter Beteiligung der IBA’27 ein dichtes, gemischtes Viertel zum Wohnen und Arbeiten.[19]
16. Quartier Neckarspinnerei in Wendlingen am Neckar: Das denkmalgeschützte Neckarspinnerei-Areal der Textilfirma Otto in Wendlingen-Unterboihingen soll zu einem gemischt genutzten Quartier entwickelt werden.[20] Schon beim Bau im Jahr 1861 wurde die Verbindung von Arbeiten und Wohnen berücksichtigt. Geplant ist, dass Kreative, Planerinnen und Unternehmer zusammen mit den Menschen in der Region das Quartier gemeinschaftlich entwickeln. Von der Idee bis zur Realisierung soll die Umgestaltung zudem international begleitet werden.
17. Adaptives Demonstrator-Hochhaus auf dem Campus Vaihingen der Universität Stuttgart: Beim Forschungsprojekt des SFB 1244 Adaptive Hüllen und Strukturen für die gebaute Umwelt von morgen forschen 14 Institute der Universität Stuttgart in interdisziplinärer Zusammenarbeit an der Integration sich selbst an Umweltbedingungen anpassender – also adaptiver – Elemente in tragende Konstruktionen, Fassaden und Innenausbauten. Das Ziel ist es, den Material- und Energieverbrauch zu senken und gleichzeitig den Nutzerkomfort von Gebäuden zu steigern. Auf dem Campus Stuttgart-Vaihingen ist dazu das weltweit erste adaptive Hochhaus als Großexperiment errichtet worden.[21]
18. Neues Wohnen Korber Höhe in Waiblingen: Am nordöstlichen Stadtrand von Waiblingen auf der Korber Höhe liegt eine ab den 1970er-Jahren entstandene Großsiedlung. Unter Beteiligung der Anwohnerschaft entwickeln Stadtverwaltung, Fachleute und IBA’27 die stetig gewachsene Wohnstruktur auf einem naturnahen Grundstück weiter.[22]
19. Wohngebäudes mit Multifunktionsräumen in der Weimarstraße in Stuttgart-West: Auf einem landeseigenen Grundstück wird in ressourcenschonender Hybridbauweise ein mehrstöckiges Wohnhaus errichtet. Bisher vorhandene Bäume sollen erhalten bleiben. Das Gebäude wird in den unteren Etagen Co-Working-, Ausstellungs- und Versammlungsräume enthalten und in den oberen Etagen unterschiedlich große Mitarbeiterwohnungen.[23]
20. Zukunft Münster 2050: Die Baugenossenschaft Münster am Neckar eG (BGM) entwickelt ein neues Quartier im Ortskern des Stuttgarter Stadtteils Münster. Nicht erhaltbare Bestandshäuser sollen durch Neubauten ersetzt werden. Vorgesehen sind rund 220 neue Wohnungen – etwa 60 mehr als heute.[24]
21. Wohnen am Fluss in Untertürkheim: Am Rand von Stuttgart-Untertürkheim verschwindet das Neckarufer an vielen Stellen hinter Industrieanlagen. An einem grünen Seitenkanal, wo die Ortsstruktur bis ans Wasser reicht, plant die Bietigheimer Wohnbau GmbH ein Quartier, das Wohnen und Arbeiten am Fluss zusammenbringt.[25]
22. Tobias-Mayer-Quartier in Esslingen am Neckar: Im Norden von Esslingen entwickeln die Esslinger Wohnungsbau GmbH (EWB) und die Baugenossenschaft Esslingen eG (BGE) zusammen mit der Wohninitiative AlWo ein sozial-nachhaltiges Wohnquartier, das mit einem hohen Anteil an bezahlbarem Wohnraum gemeinschaftliches Leben fördern soll.
23. Leben in der Vorstadt Schorndorf: In Schorndorf im Remstal hat sich eine Wohnbaugenossenschaft gegründet. Auf einem zentrumsnahen Grundstück in heterogenem Umfeld werden nachhaltige Wohngebäude eine ehemalige Hofstelle ergänzen.[26]
24. Postareal Leonberg: In der Kernstadt von Leonberg zwischen historischer Altstadt und der neuen Stadtmitte um das Leo-Center liegt das Areal der ehemaligen Hauptpost. Hier entsteht ein bautechnisch und energetisch innovatives Wohn- und Geschäftsquartier, das die Stadtteile diesseits und jenseits einer großen Autostraße künftig verbinden soll.[27]
25. Transformation des Klett-Areals in Stuttgart-West: Auf dem Areal des Klett-Verlags im stehen siebzehn Backsteingebäude aus unterschiedlichen Entwicklungsphasen. Diese sollen entsprechend dem Siegerentwurf teils als Denkmal erhalten, teils abgetragen oder umgebaut werden, um Platz für Grünflächen und neue Kommunikationsräume zu schaffen.[28]
26. Holzparkhaus Schwanenweg in Wendlingen am Neckar: Ziel des Projektes neben dem Wendlinger Bahnhof war es, weggefallene Parkplätze zu ersetzen und ein mindestens 18 Meter hohes Gebäude zu erstellen, um als Schallschutz für ein neu entstehendes Wohnquartier zu dienen. Ergebnis ist ein fünfstöckiges ovales Parkhaus, in dem nur Treppenhäuser und Auffahrrampen aus Beton sind. Der Rest wurde aus Holz errichtet. Die Balken werden zum Zusammenstecken vorbereitet. Das Gebäude ist wegen der hohen Geschosse in Büros oder Wohnungen transformierbar.[29]
27. Weissenhof.Forum in Stuttgart-Killesberg: Das Besucher- und Informationszentrum (BIZ) soll den Weg zur Weißenhof-Siedlung weisen, erste Orientierung für Besucher geben und auch ein Informationsforum für die IBA'27 darstellen. Das Gebäude wird aus unterschiedlich großen Gebäudeteilen bestehen, aus Lehmsteinen aufgebaut und mit einer Profilglas-Haut mit fassadenintegrierten Photovoltaikelementen überzogen werden.[30]
28. Brenzkirche in Stuttgart-Killesberg: Die Kirche wurde 1933 im Stil der Neuen Sachlichkeit asymmetrisch gestaltet. 1939 wurde der Bau anlässlich der Reichsgartenschau auf dem Killesberg entsprechend der Vorstellungen der Nationalsozialisten umgestaltet. Nach dem Krieg erfolgte der Wiederaufbau in diesem Stil. Nun soll das sanierungsbedürftige Gebäude so umgestaltet werden, dass die ursprüngliche Gestalt wieder zum Vorschein kommt und zusätzlich die bewegte Geschichte ablesbar ist.[31]
29. IntCDC Building auf dem Campus Vaihingen der Universität Stuttgart: Der Forschungsneubau für den Exzellenzcluster Integratives computerbasiertes Planen und Bauen für die Architektur wird mit den an der Universität entwickelten Leichtbauprinzipien und -materialien erstmals in einem großen Gebäude realisiert. Das fertiggestellte Gebäude wird der interdisziplinären Forschung für innovative Architektur dienen.[32]
30. Zusammenleben im Blütengarten in Backnang: Dreigeschossige Wohngebäude in strohgedämmter Holzrahmenbauweise bieten unterschiedliche Grundrisstypologien vom Zweizimmer-Appartement bis zur Clusterwohnung. Auf dem unbebauten Gelände können von den Bewohnern in Selbstbauweise kleine Jokerhäuser errichtet werden, die etwa einen individuellen Rückzug ermöglichen oder das Unterbringen von Gästen und Ähnliches.[33]
31. ZERO in Stuttgart-Möhringen: Das mehrgeschossige Bürogebäude wurde auf einem ehemaligen Werksgelände um einen Betonkern herum aus vorgefertigten Holzmodulen errichtet.    Im Gebäude wird ein innovatives Energie- und Belüftungskonzept eingerichtet. Bauherren und Mieter nutzen neben eigenen Büroeinheiten gemeinsam Konferenzräume, Kantine und Sportbereich.[34]
32. Haus von Hier in Bad Boll: Vier Mehrfamilienhäuser in Holzbauweise mit Schatten spendenden Fassadenelementen aus Pflanzenfasern sollen errichtet werden. Bei der Konstruktion werden vorgefertigte Holzmodule verwendet. Dabei werden unterschiedliche Fertigungsmethoden aus natürlichen Rohstoffen der unmittelbaren Umgebung eingesetzt. Unter anderem werden etwa nach dem Prinzip einer Stahlbetondecke die Stahlstäbe durch Weidenruten und Beton durch Lehm ersetzt. Die verschiedenen Methoden werden wissenschaftlich durch das Karlsruher Institut für Technologie (KIT) betreut und bewertet.[35]
33. Bildungszentrum Bau in Remshalden-Geradstetten: Das Bildungszentrum der Bauwirtschaft Baden-Württemberg übernimmt die überbetriebliche Ausbildung für Hoch- und Tiefbauberufe und außerdem Weiterbildungsmaßnahmen. Die bestehenden Gebäude aus den 70er Jahren werden ersetzt durch zeitgemäße Gebäude. Dabei werden nachhaltige Baustoffe eingesetzt, ein effizientes Energiesystem installiert und  flexibel nutzbare Einheiten mit modernster Mediennutzung geschaffen.[36]
34. Gemeindezentrum der evangelischen Stadtkirche in Stuttgart-Feuerbach: Das 1971 erbaute Gemeindezentrum soll durch ein einladenderes Gebäude ersetzt werden, das sich zur Stadtgesellschaft hin öffnet.[37]
35. Neuer Kirchensaal der evangelisch-methodistischen Gemeinde in Waiblingen: Der bestehende Kirchensaal soll saniert und energetisch erneuert werden. Eine der Maßnahmen ist  der Rückbau der abgehängten Decke. Der Kirchenraum soll außerdem sowohl liturgisch als auch gemeinschaftlich nutzbar werden. Die Dämmung erfolgt mit nachwachsenden Rohstoffen, die Fußbodenheizung mit  Lehmformsteinen.[38]

### Galerie der fertigen IBA-Projekte

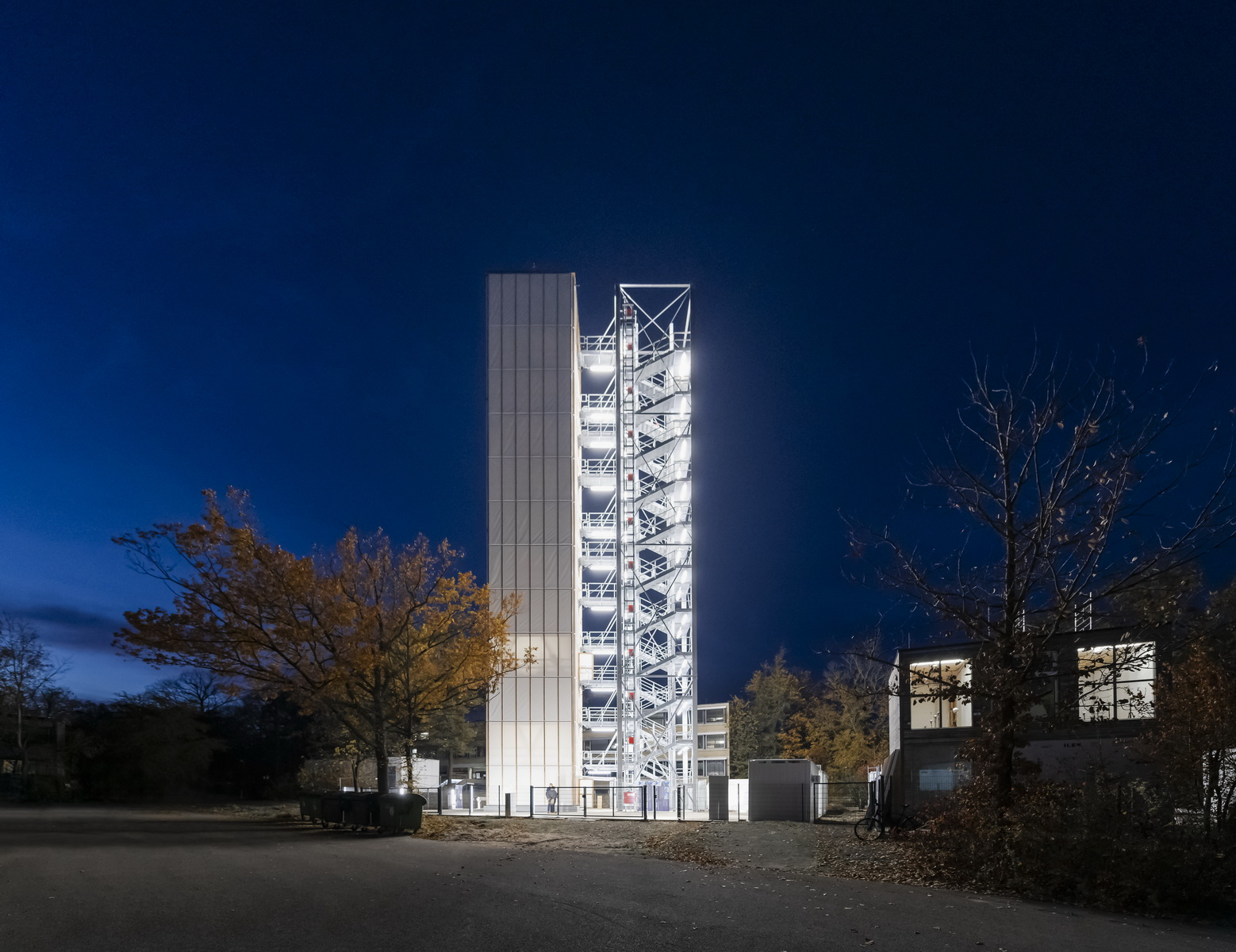
Adaptives Demonstrator-Hochhaus D1244, Stuttgart-Vaihingen, Außenhülle fertiggestellt 2021, weitere Forschungsdetails in Arbeit
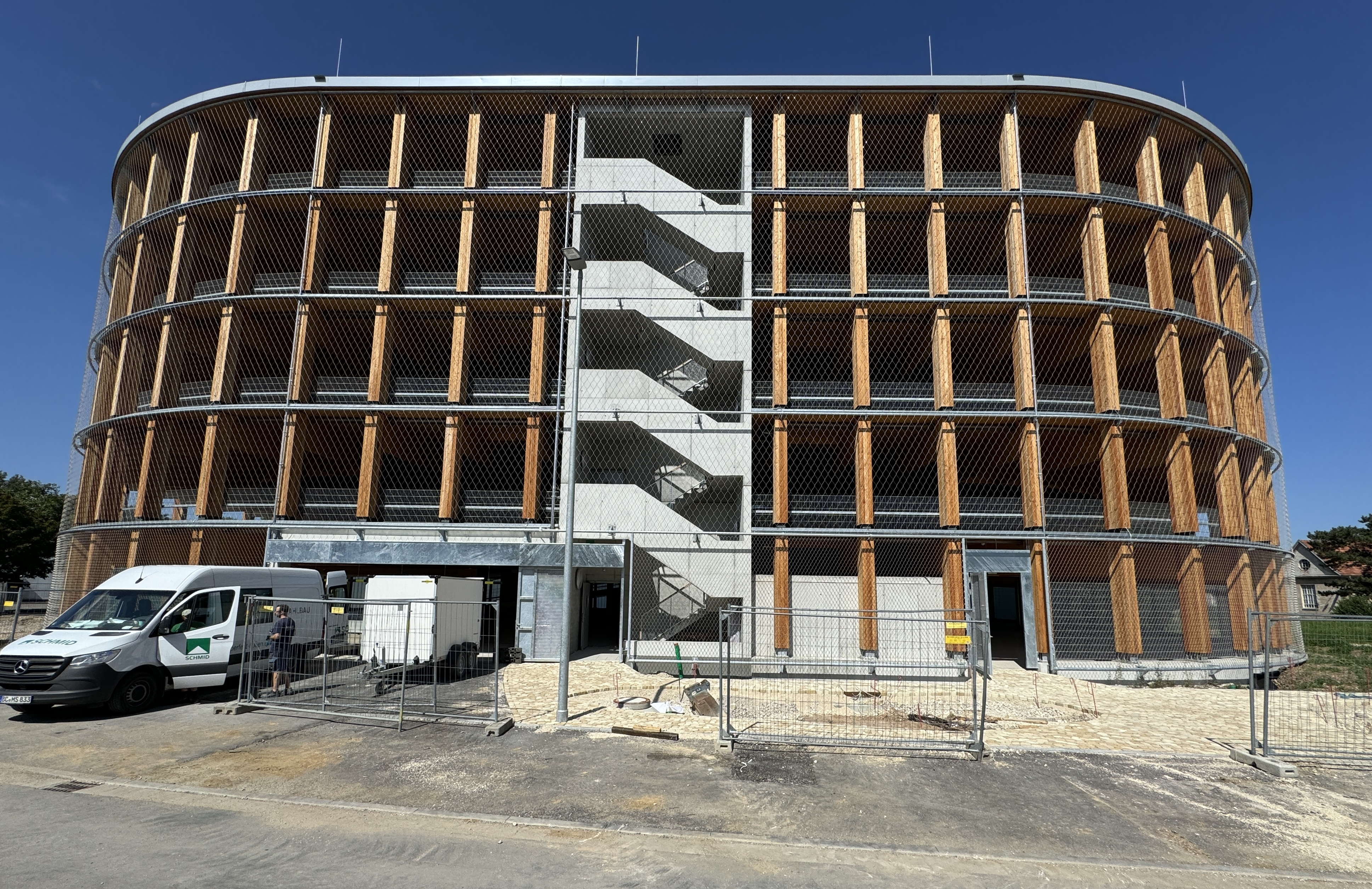
Holz-Parkhaus am Bahnhof, Wendlingen am Neckar, fertiggestellt im September 2024
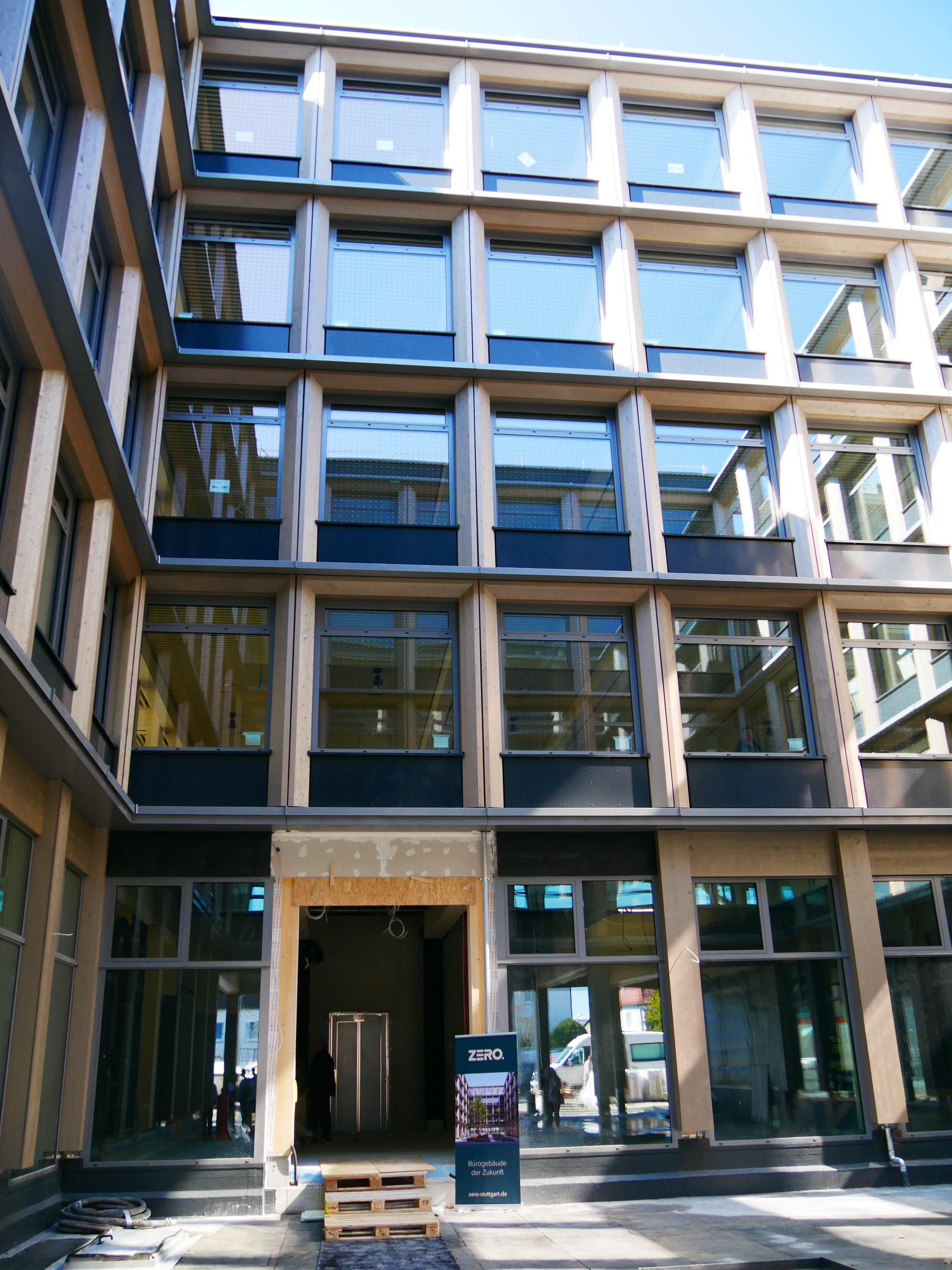
ZERO, Bürogebäude in Stuttgart-Möhringen, fertiggestellt im Juni 2025

### Fertige Projekte aus dem IBA-Netz

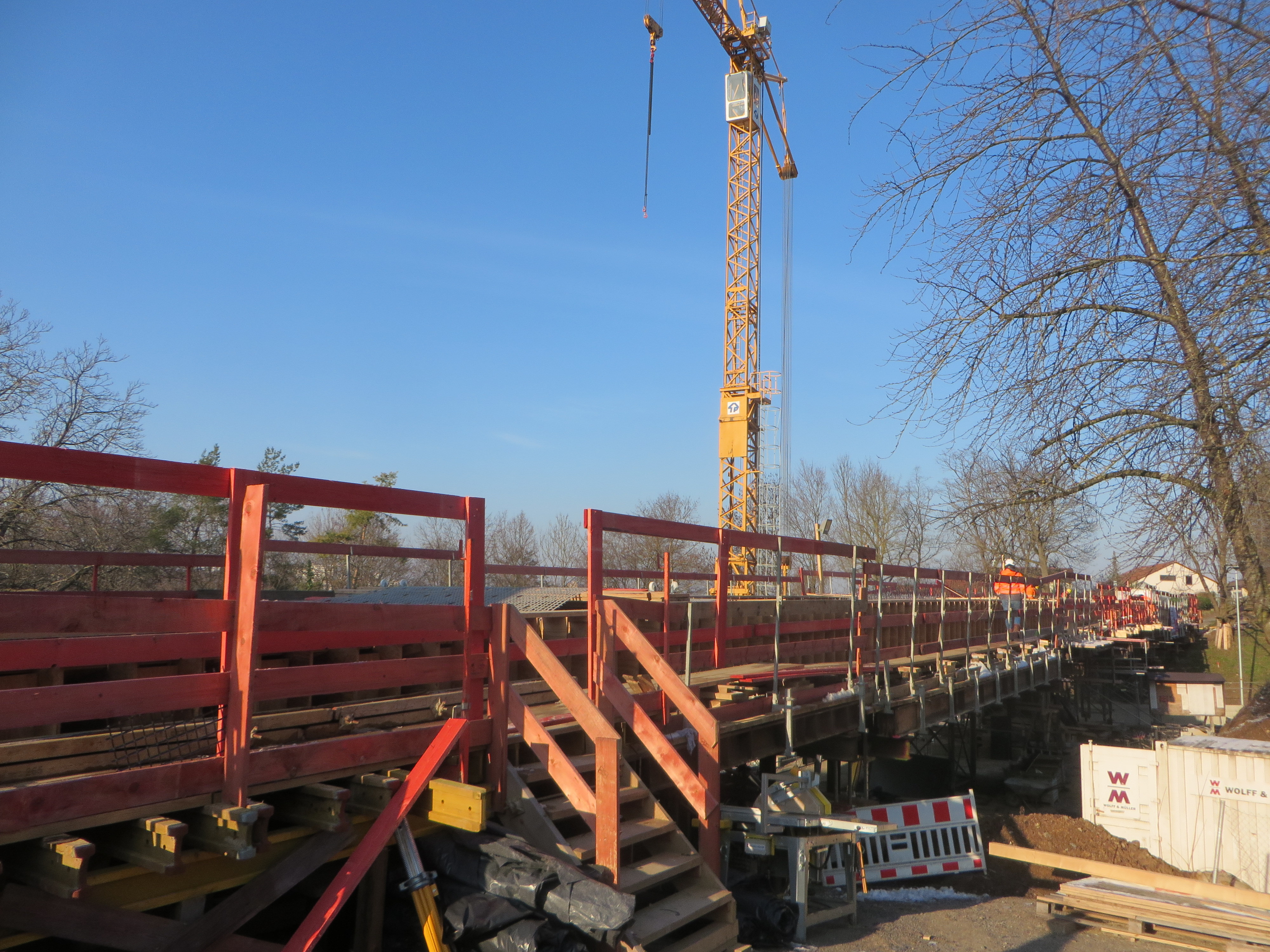
Holz-Hybrid-Brücke zwischen Steinhaldenfeld und Neugereut, fertiggestellt 2024

### Ehemalige IBA’27-Projekte
Otto-Quartier Wendlingen: Seit Dezember 2022 ist das Projekt nicht mehr Teil der IBA. IBA’27-Intendant Andreas Hofer: „IBA’27-Projekte suchen in einem gemeinsamen Weg nach den jeweils besten und zukunftsfähigsten Lösungen: im engen Austausch mit der IBA’27 und mit innovativen und kollaborativen Planungsprozessen, die die Menschen vor Ort ebenso einbeziehen wie die internationale Kompetenz, beispielsweise in Architekturwettbewerben. Beim Otto-Quartier ist in den letzten Monaten allen Beteiligten klar geworden, dass eine solche enge Einbindung der IBA’27 für beide Seiten nicht mehr funktioniert. Daher haben sich die IBA und die Projektträger nun einvernehmlich darauf verständigt, das Vorhaben aus der IBA’27 zu nehmen.“

## Organisation
Die Internationale Bauausstellung 2027 StadtRegion Stuttgart GmbH hat ihren Sitz in Stuttgart. Andreas Hofer ist als Intendant und Geschäftsführer für die inhaltliche Leitung zuständig. Karin Lang verantwortet als kaufmännische Geschäftsführerin die wirtschaftlichen Bereiche und laufenden Geschäfte. Zur Seite steht ihnen ein interdisziplinäres Team aus den Bereichen Architektur, Geografie, Kommunikation, Stadtplanung und -forschung sowie Szenografie.
Gesellschafterinnen der IBA’27 sind die Landeshauptstadt Stuttgart (45 Prozent), der Verband Region Stuttgart und die Wirtschaftsförderung Region Stuttgart GmbH (zusammen 45 Prozent), die Architektenkammer Baden-Württemberg sowie die Universität Stuttgart (je fünf Prozent). Die Architektenkammer als Gesellschafterin vertritt weitere Kammern und Verbände wie den Bund Deutscher Architektinnen und Architekten und die Ingenieurkammer Baden-Württemberg, die Universität Stuttgart vertritt weitere Hochschulen aus der Region.
Seit Sommer 2021 unterstützt der Verein IBA’27 Friends e.V. die IBA’27.

## Ablauf
Im Herbst 2017 startete die zehnjährige Laufzeit der IBA’27. Einen ersten Stand ihrer Ergebnisse präsentierte sie im Sommer 2023 beim IBA’27-Festival #1. Die Festivalzentrale war in der Königstraße 1c in Stuttgart und es gab Programmpunkte in der ganzen Region Stuttgart. Es folgte im Mai 2025 die zweite Zwischenpräsentation. Im Jahr 2027 findet die Bauausstellung in Stuttgart und der Region Stuttgart statt und zeigt ihre Ergebnisse der internationalen Öffentlichkeit.